# Kirchberg im Wald

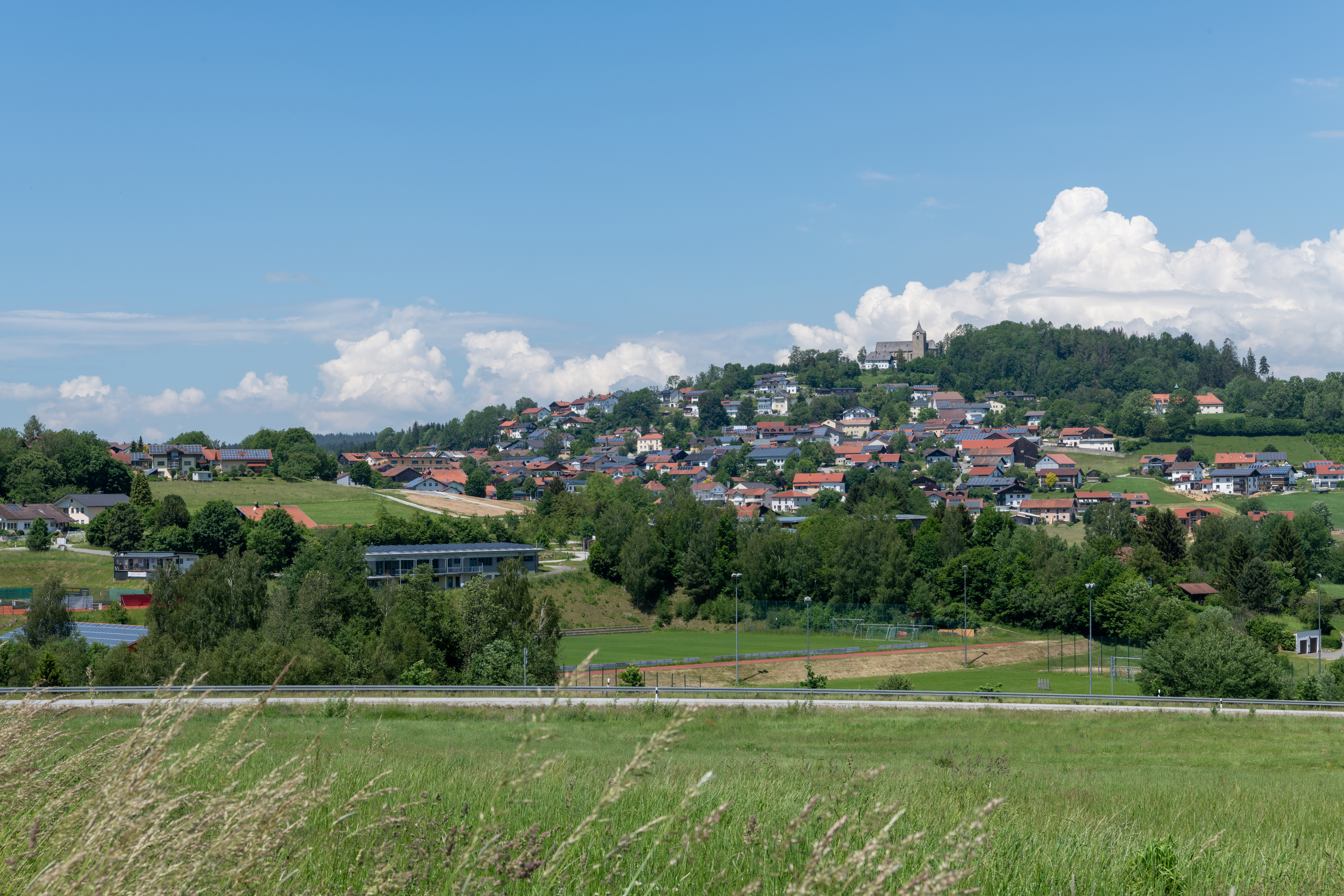
Kirchberg i. Wald

Kirchberg im Wald (amtlich: Kirchberg i.Wald) ist eine Gemeinde im niederbayerischen Landkreis Regen.

## Geografie

### Geografische Lage
Die Gemeinde liegt in der Region Donau-Wald inmitten des Bayerischen Waldes. Die höchste Erhebung der Gemeinde bildet der Fürberg bei Raindorf mit 880 m, die Ortschaft Kirchberg liegt auf einer Höhe von 736 m.
Die Ortschaft Kirchberg im Wald befindet sich etwa elf Kilometer südlich der Kreisstadt Regen, 23 km nordöstlich von Deggendorf, 26 km westlich von Grafenau sowie 21 km von der A 3, Ausfahrt Hengersberg entfernt. Der nächstgelegene Bahnhof der Bayerischen Waldbahn mit regelmäßigen Verbindungen (Stundentakt) befindet sich in Regen.
Bei der Furthmühle vereinigen sich der Kühbach (im Oberlauf auch Höllmannsrieder Bach genannt) und der Hackenbach zur Rinchnacher Ohe, einem Nebenfluss des Schwarzen Regens.

### Gemeindegliederung
Es gibt 29 Gemeindeteile (in Klammern ist der Siedlungstyp angegeben):
- Berneck (Dorf)
- Dornhof (Dorf)
- Dösingerried (Dorf)
- Ebertsried (Dorf)
- Furthmühle (Einöde)
- Gfradert (Weiler)
- Hangenleithen (Dorf)
- Hintberg (Dorf)
- Höllmannsried (Dorf)
- Holzmühle (Einöde)
- Kaltenbrunn (Dorf)
- Kirchberg i.Wald (Pfarrdorf)
- Kleinloitzenried (Weiler)
- Laiflitz (Dorf)
- Mitterbichl (Dorf)
- Obernaglbach (Dorf)
- Ottenberg (Weiler)
- Raindorf (Dorf)
- Reichertsried (Dorf)
- Schleeberg (Weiler)
- Schönbrunn (Dorf)
- Sommersberg (Dorf)
- Stadlhof (Dorf)
- Untermitterdorf (Pfarrdorf)
- Unternaglbach (Dorf)
- Unterneumais (Dorf)
- Voglmühle (Einöde)
- Wolfau (Dorf)
- Zell (Kirchdorf)

Daneben bestehen die Einöden Büchelmann, Dalken, Danzersäge, Fischermühle, Hammermühle und Steinfurthmühle, die jedoch alle keine offiziellen Gemeindeteile sind.
Die Gemeinde ist aufgegliedert in die Gemarkungen Kirchberg (entspricht der Altgemeinde Kirchberg), Raindorf (entspricht der Altgemeinde Raindorf) sowie Reichertsried und Zell (entsprechen der Altgemeinde Zell).

## Geschichte

### Bis zum 19. Jahrhundert
Um das Jahr 1000 stand auf dem Berg eine Burg, die im Jahr 1040 mit den umliegenden Gütern ein Edler namens Konrad Salikus dem Kloster Niederaltaich schenkte. 1066 bestätigte Kaiser Heinrich IV. diese Schenkung. 1144 wurde mit Hilfe eines frommen Mannes namens Wilhelm an Stelle der Burg eine Kirche zu Ehren des hl. Godehard erbaut. In einer Urkunde vom 12. Juli 1146 wurde erstmals eine Pfarrkirche in Kirchberg erwähnt und Klosterbesitz mit dem Gotthardsberg an eine Gemeinschaft von Brüdern übereignet.
Papst Eugen III. bestätigte 1148 dem Kloster Niederaltaich dessen Besitz um den Gotthardsberg. Um 1200 wurde der Name Chirchperch an Stelle Gotthardperch gebräuchlich. 1204 wurde die Pfarrei samt der Filiale Marienberg (Kirchdorf im Wald) der Propstei Rinchnach inkorporiert. Um 1250 ließ das Kloster Niederaltaich einen Amthof in Kirchberg errichten, wohin die Siedler ihre Steuern in Form von Naturalien zu entrichten hatten. 1254 zählte der Abt Hermann von Niederaltaich bereits 13 Güter und drei Mühlen.
1304 wurde die Inkorporation der Pfarrei Kirchberg aufgehoben, Marienberg (Kirchdorf) dagegen blieb dem Kloster Rinchnach zugeteilt. 1525 erfolgte die Erhebung zur Hofmark. 1622 erhielt das Kloster Niederaltaich das Braurecht in Kirchberg. Im Dreißigjährigen Krieg kam es 1634 zu einem Schwedeneinfall, später wütete die Pest in Kirchberg.
1703 wurde der Amthof neu erbaut. Während des Österreichischen Erbfolgekrieges wurde der Ort am 7. Januar 1743 von einer ungarischen Freikompanie geplündert. Am Weihnachtstag 1744 brannte die Kirche bis auf den Turm nieder. Der Gottesdienst wurde in die 1744 erbaute Hauskapelle des Amthofes verlegt. 1745 begann der Neubau der Pfarrkirche, die 1747 im Inneren neu gestaltet wurde.
Nach der Säkularisation 1803 wurde der Amthof an Wolfgang Leopold von Kiesling (oder Kißling) verkauft. Als die Hauskapelle verfiel, kam der Altar um 1830 in die Pfarrhofshauskapelle, die nach dem Verkauf des Amtshofes errichtet worden war. 1848 brannte der Pfarrhof aufgrund von Brandstiftung nieder. 1855 bestand Kirchberg aus 19 Häusern, von denen der Amthof und der Pfarrhof die bedeutendsten waren. 1855/1856 verlängerte man die Kirche nach Westen. Am 29. Mai 1863 wurden bei einem Großbrand zwölf Häuser und das neu errichtete Institut der Englischen Fräulein vernichtet.

### Religionen
- Kath. Pfarrei Kirchberg i. Wald – Bistum Passau

### Eingemeindungen
Am 1. Januar 1976 wurde die Gemeinde Zell mit ca. 900 Einwohnern im Zuge der Gemeindegebietsreform eingegliedert. Am 1. Mai 1978 kam Raindorf mit ca. 1150 Einwohnern hinzu.

### Einwohnerentwicklung
Zwischen 1988 und 2018 wuchs die Gemeinde von 4020 auf 4338 um 318 Einwohner bzw. um 7,9 %.

## Politik

### Gemeinderat
Der Gemeinderat hat 16 Mitglieder:

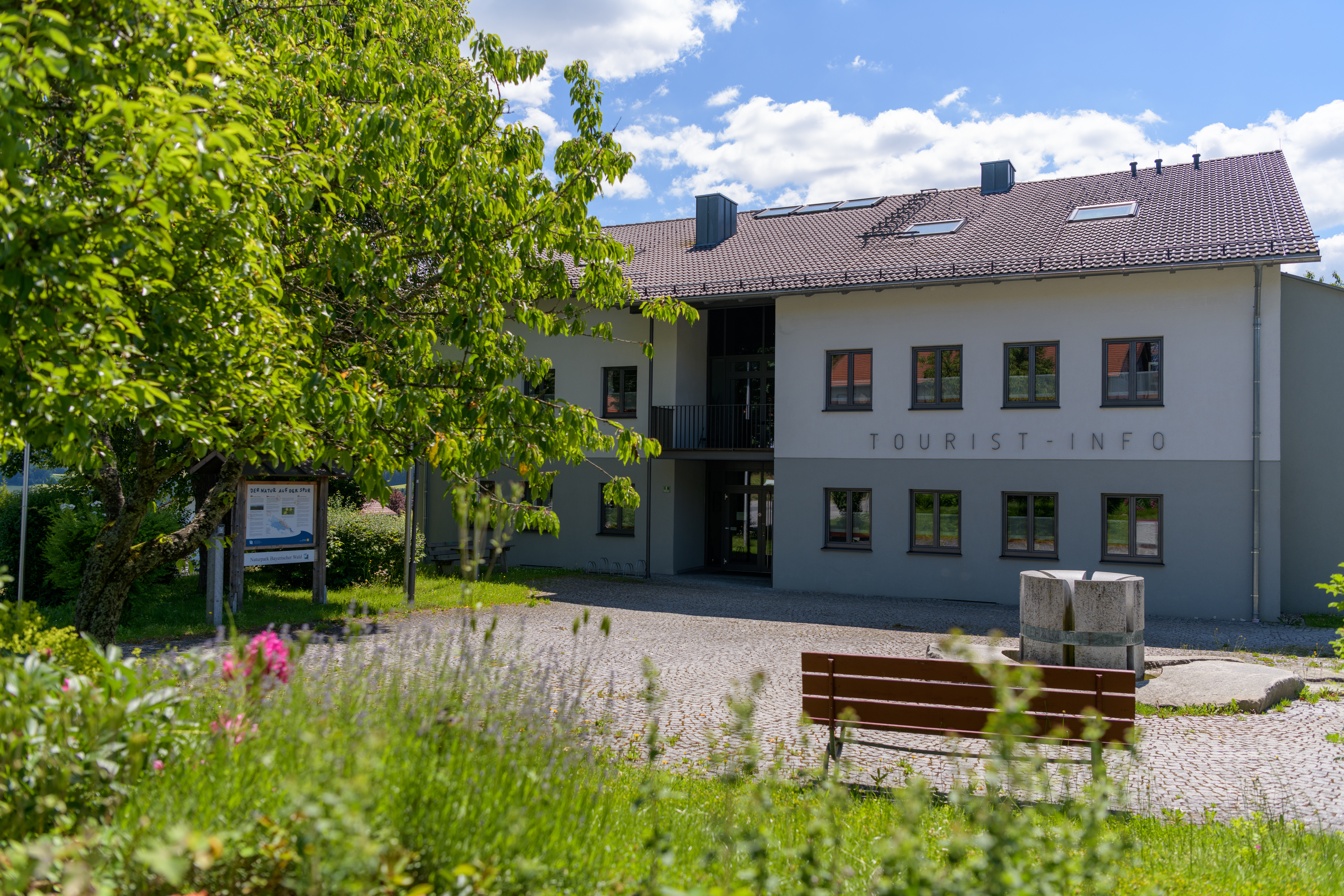
Rathaus

- CSU: 6 Sitze bei 39,09 % der Stimmen
- SPD: 5 Sitze bei 28,06 % der Stimmen
- Freie Liste: 2 Sitze bei 14,58 % der Stimmen
- Junge Union: 2 Sitze bei 9,77 % der Stimmen
- Kirchberg und Umland: 1 Sitz bei 8,56 % der Stimmen

(Stand: Kommunalwahl vom 15. März 2020)

### Bürgermeister
Berufsmäßiger Erster Bürgermeister ist Robert Muhr (SPD). Er ist seit 1. Mai 2020 im Amt. Bei der Bürgermeisterwahl 2020 erhielt er im ersten Wahlgang einen Stimmenanteil von 56,4 Prozent. Er war der Kandidat des gemeinsamen Wahlvorschlags SPD/Freie Wählergemeinschaft.

### Bürgerentscheide
Am 17. August 2003 und am 28. März 2004 fand jeweils ein Bürgerentscheid statt um die Frage ob eine neue Schule am Ortsrand gebaut werden soll oder die alte Schule in der Ortschaft saniert wird. Bei beiden Bürgerentscheiden entschied sich eine knappe Mehrheit der Wähler für die Sanierung und gegen den Neubau. Trotzdem hat der Gemeinderat am 30. Juni 2005 nach Ablauf der einjährigen Bindungsfrist der Bürgerentscheide den Neubau der Schule mit 9:8 Stimmen beschlossen. Der Neubau wurde 2007 vollzogen.

### Wappen
| Wappen Gemeinde Kirchberg im Wald | Blasonierung: „In Gold über grünem Dreiberg ein schräger, gestümmelter roter Ast und die schräglinks gelegte rote Krümme eines Abtstabs.“ |
| Wappen Gemeinde Kirchberg im Wald | Wappenbegründung: Der grüne Dreiberg in Gold entspricht dem Wappen der Benediktinerabtei Niederalteich, die bis zur Säkularisation 1803 die wichtigste Grundherrin im Gemeindegebiet war. Auch die Niederalteicher Propstei Rinchnach hatte hier Besitzungen. Der gestümmelte Ast wird vom Siegelbild der Familie der Leutzenrieder hergeleitet und steht im Gemeindewappen stellvertretend für die vielen Adelsfamilien, die in den Hofmarken Zell, Höllmannsried und Kleinloitzenried Grundherrschaft und niedere Gerichtsbarkeit ausübten. Die Loitzenrieder sind in Niederalteicher Urkunden von der Mitte des 13. bis zur Mitte des 15. Jahrhunderts nachweisbar. Die Krümme des Abtstabs ist das Attribut des heiligen Godehard, des Kirchenpatrons von Kirchberg. Ihm zu Ehren war 1146 sogar eine Klostergründung mit dem Namen mons sancti Godehardi (Godehardsberg) geplant. Dieses Wappen wird seit 1980 geführt. |

### Gemeindepartnerschaften
Seit 1994 besteht eine Partnerschaft mit der italienischen Gemeinde Bagnolo di Po. Grund für die Entscheidung war der gemeinsame Ortspatron, der Heilige Gotthard.

## Kultur und Sehenswürdigkeiten

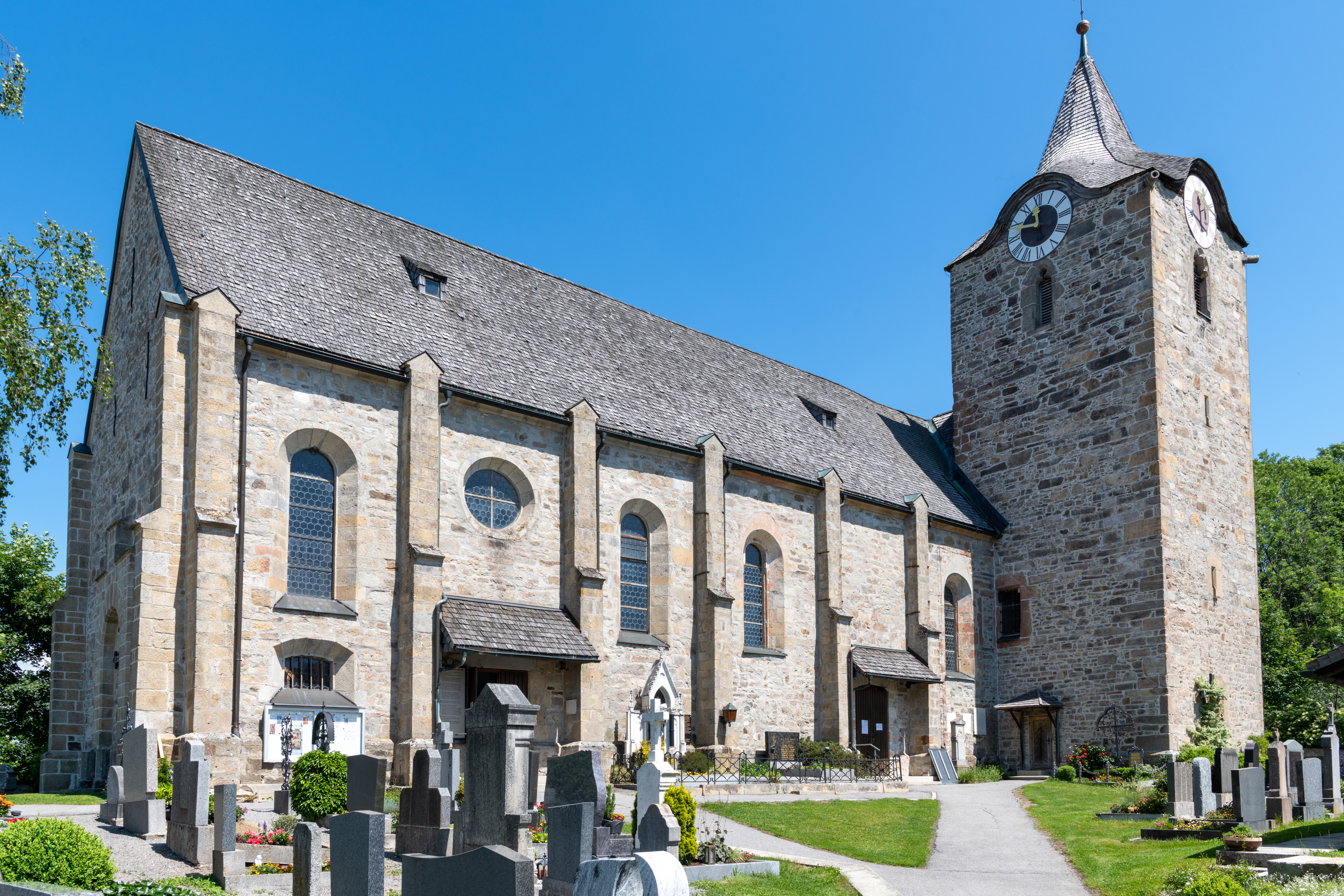
Pfarrkirche St. Gotthard Kirchberg i.Wald

### Bauwerke
- Die St.-Gotthard-Kirche: 1008 als Burg erbaut, 1144 durch den Abt Konrad I. zur Kirche mit gotischem Gewölbe verändert, 1744 abgebrannt und anschließend wiederaufgebaut, 1856 zur heutigen Größe erweitert. Die Fresken von K. A. Perlinger aus 1790 wurden von dem Münchner Kunstmaler Josef Wittmann – Maler des Neubarocks – 1931 freigelegt und acht neue Fresken gemalt: Sündenfall, Salomon und die Königin von Saba, Vertreibung aus dem Paradies, Opfer Kains, Eherne Schlange, Moses empfängt Gesetzestafel, Albertus Magnus und Petrus Canisius. 2006 erfolgte eine umfassende Renovierung.

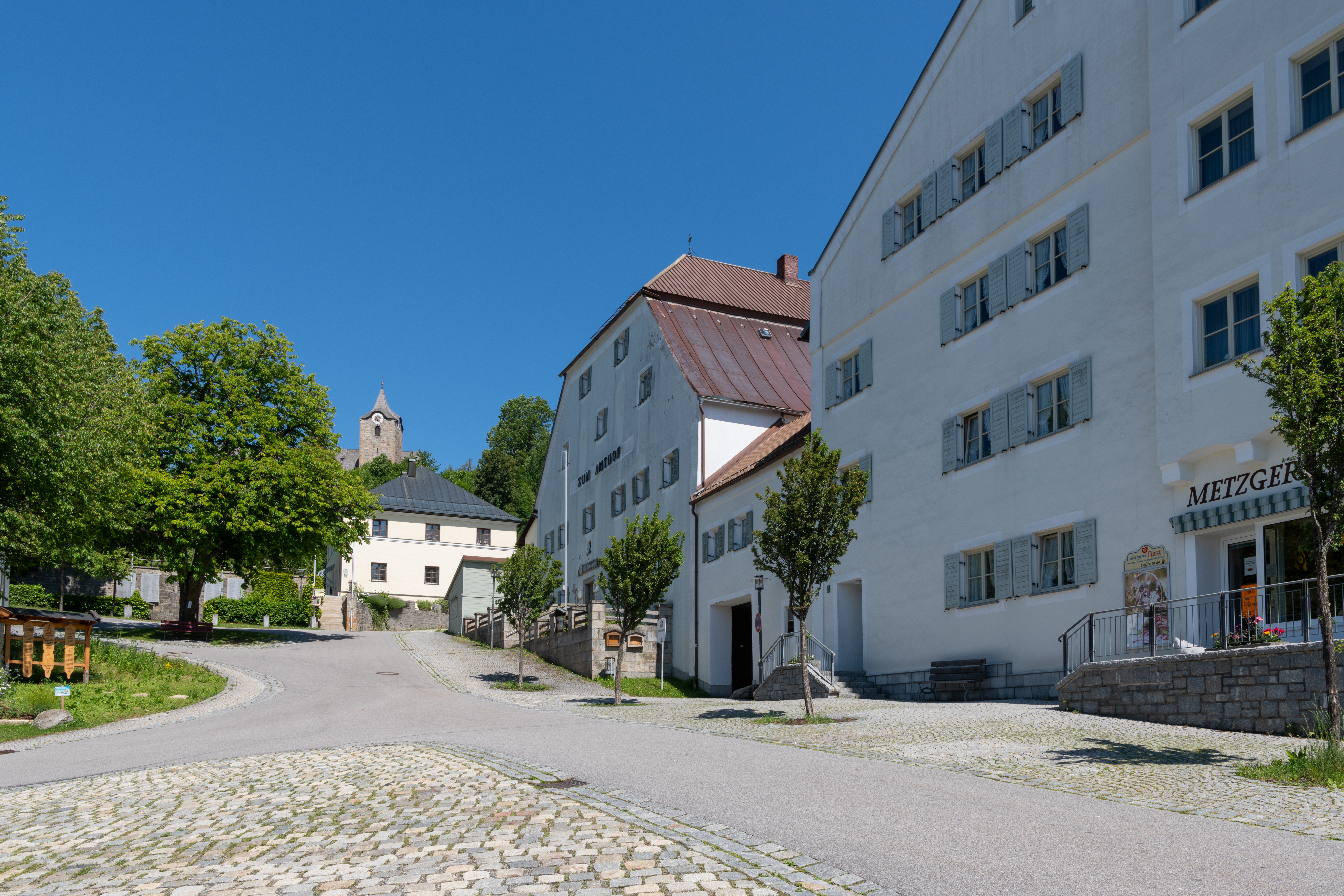
Ortsmitte mit Amthof

- Amthof: 1250 erbaut im Auftrag des Klosters Niederaltaich, zwischen 1170 und 1739 abgerissen und neu aufgebaut, die davon heute noch stehenden Teile beherrschen noch immer das Aussehen der Dorfmitte, wird heute als Pension und Gasthaus genutzt
- Handwerker-Säule: 2008 am Amthofplatz aufgestellt zur Erinnerung an die im Dorf ausgestorbenen Handwerke
- Hangenleither Taferl: Die Kapelle zur Schmerzhaften Mutter Gottes wurde 1822 erbaut. Der Erbauer dieser Kapelle war der in Hangenleithen geborene Andreas Kapfenberger, an den eine in der Kapelle angebrachte Steintafel erinnert. Die Kapelle wurde an einer Stelle errichtet, an der einst ein Marterl oder ein Taferl (eine Tafel mit Bild und Inschrift zur Erinnerung oder ein Heiligenbild) gestanden hat. Noch heute wird die Kapelle daher als Taferlkapelle oder Hangenleither Taferl bezeichnet. Unweit dieser Kapelle führte auch der von Gunther im Jahr 1009 angelegte Weg, von Niederalteich bis nach Böhmen, vorbei.
- St.-Gotthard-Kapelle: 1820 erbaut, 2008 umfassend durch den Bayerischen Wald-Verein renoviert, erreichbar über einen Fußweg von der Kirche aus
- Gipfelkreuz des Plattensteins bei Raindorf

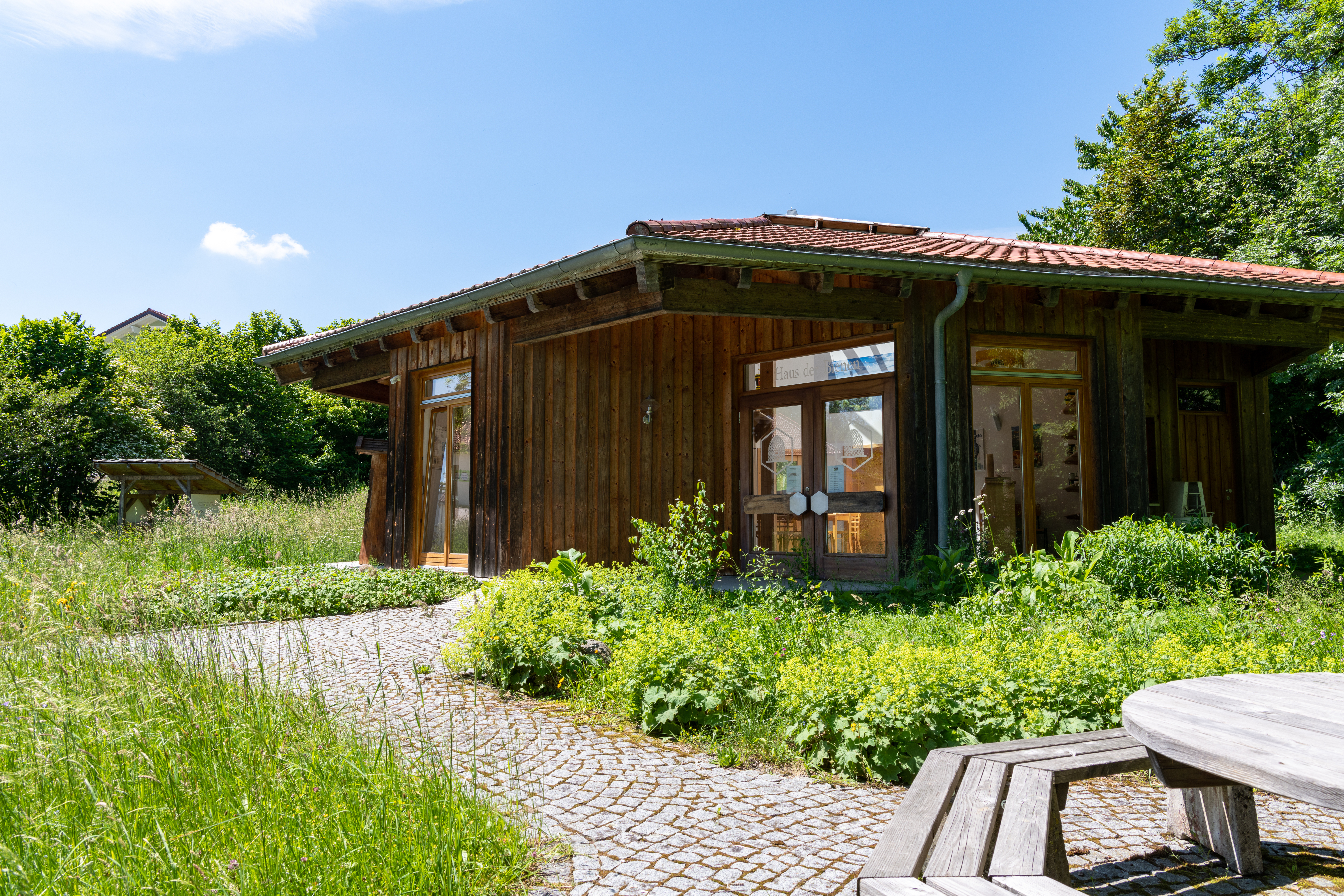
Haus der Bienen

### Naturdenkmäler
- Die Todtenau, ein geschütztes Hochmoorgebiet bei Dösingerried.

### Regelmäßige Veranstaltungen
- Gotthardfest: 1. Wochenende im Juli von Freitag bis Montag (Sonntag Kirchweihfest mit Marktständen)
- Fischerfest: 1. Sonntag im August bei Sommersberg
- Hallenfest der Feuerwehr Kirchberg i. Wald: 1. Sonntag im September im Feuerwehrhaus Kirchberg i. Wald
- Wolfauslassen: 10. November am Amthofplatz
- Megaball: seit 1989 einer der größten Faschingsbälle im südlichen Landkreis Regen – ursprünglicher Name „Jugend tanzt für Afrika“[10]

### Besonderes
- Haus der Bienen mit Natur- und Bienenlehrpfad: Das Info-Zentrum mit Bienenvölkern und 14 Info-Tafeln am Wanderweg mit rund 30 Minuten Gehzeit erklären die Welt der Bienen

## Wirtschaft und Infrastruktur

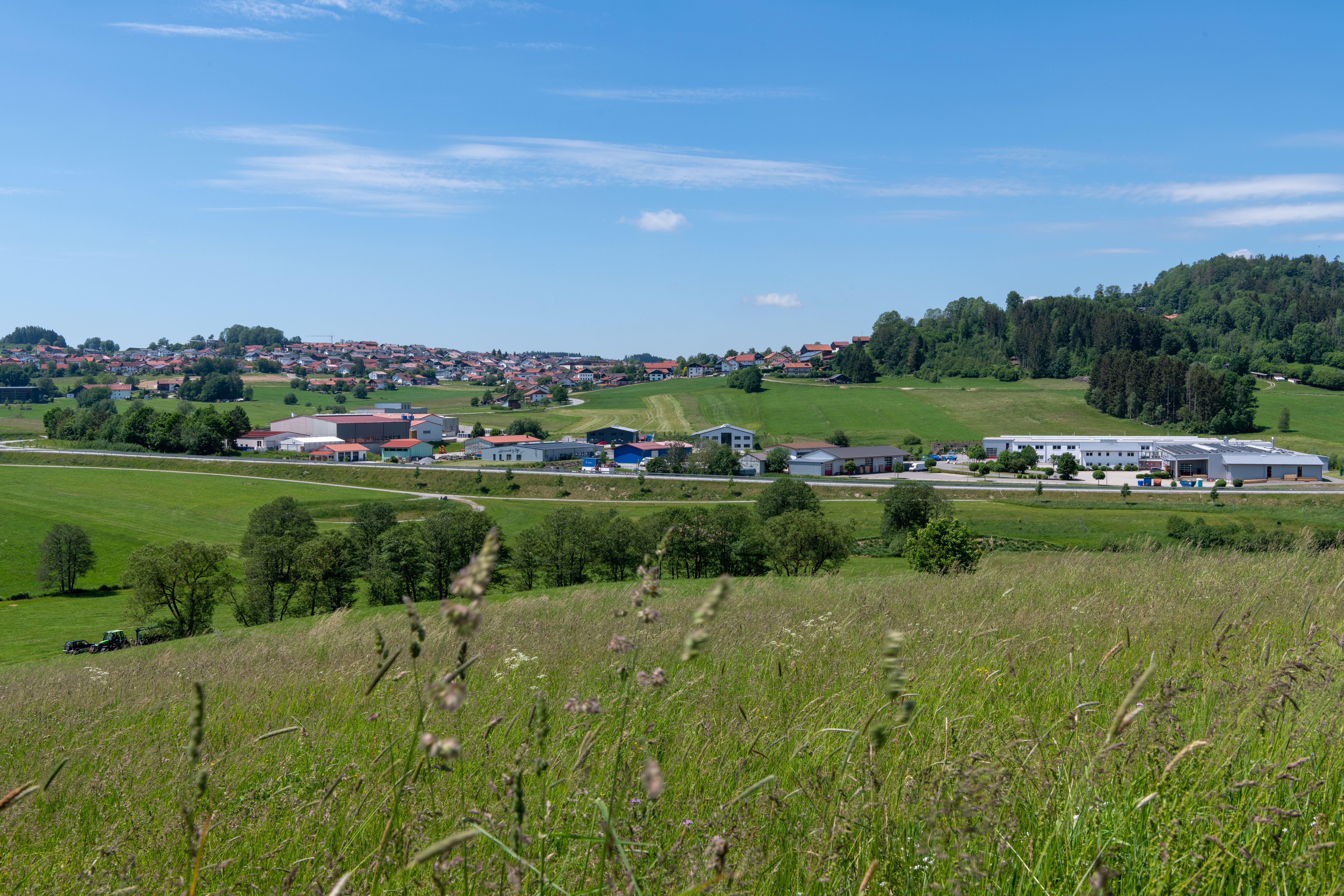
Gewerbegebiet Kirchberg i. Wald

Kirchberg im Wald ist fünftgrößter Industriestandort im Landkreis Regen.

### Ansässige Unternehmen
Mesutronic Gerätebau GmbH, ein Hersteller von Metalldetektoren mit rund 220 Mitarbeitern (Stand 2020), und auch die Firma Jander GmbH & Co. KG, tätig im Bereich der Kunststoffverarbeitung und dem Werkzeugbau mit ca. 140 Mitarbeiter (Stand 2009), sind im Gewerbegebiet Hackenfeld ansässig.

### Bildung
- St. Gotthard Grund- und Mittelschule

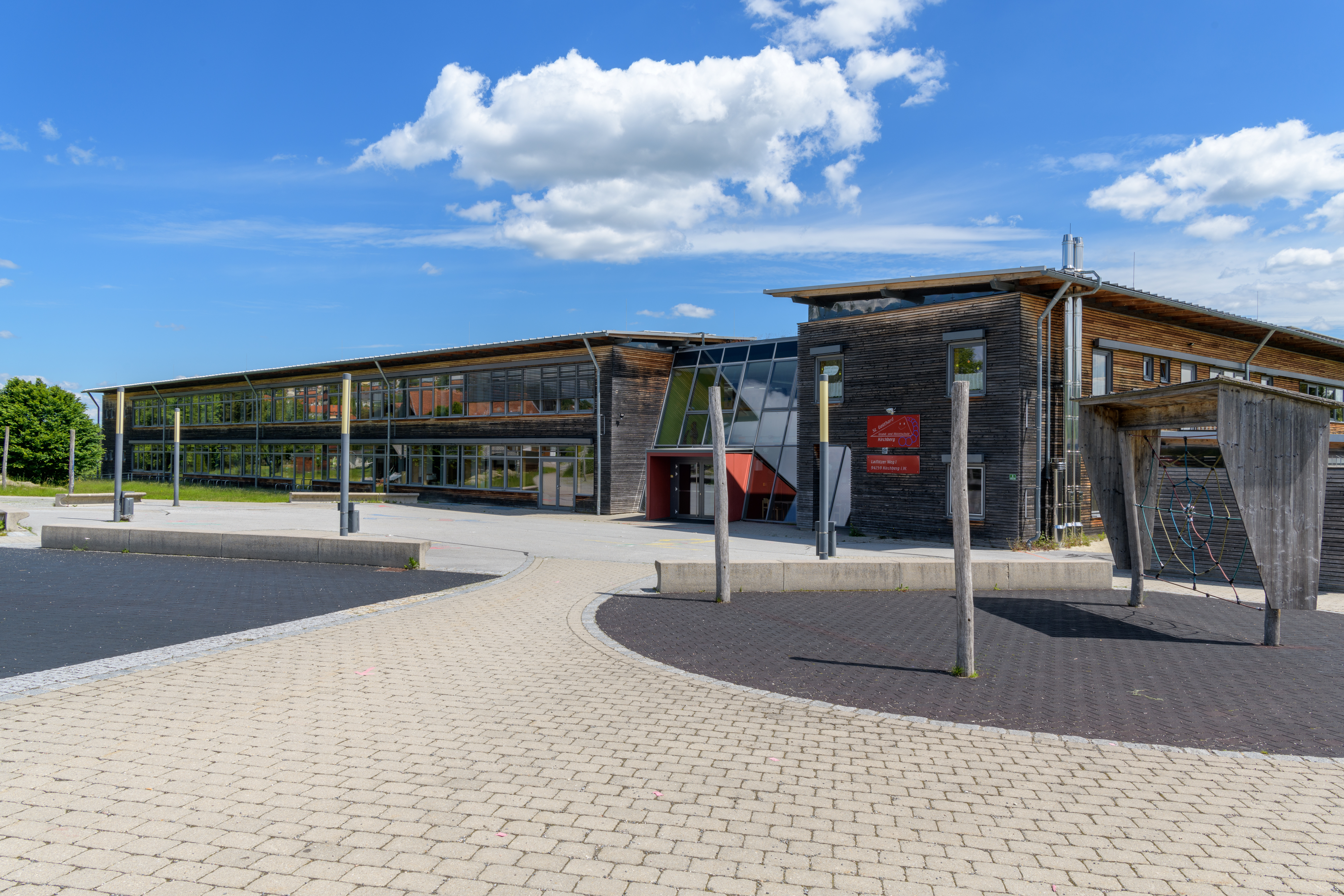
St. Gotthard Grund- und Mittelschule Kirchberg i. Wald

- St. Gotthard Kindergarten
- Waldkindergarten

### Pflegeeinrichtungen
- St. Gotthard Alten- und Pflegeheim

### Verkehr

#### Bus
Am Busbahnhof Kirchberg im Wald werden folgende Linien bedient:
- 8211 Kirchberg i. Wald – Bischofsmais – Regen
- 8213 Kirchberg i. Wald – Kirchdorf i. Wald – Rinchnach – Zwiesel
- 4116 Deggendorf – Bischofsmais – Habischried / Zell – Kirchberg i. Wald

#### Straßenverkehr
Der Ort Kirchberg im Wald ist über die Staatsstraße 2134, die Kreisstraße REG 12 sowie die Kreisstraße REG 5 an das überörtliche Straßennetz angeschlossen.
Im östlichen Teil des Ortes wurde im Juni 2016 der erste Bauabschnitt der Ortsumgehung Kirchberg i. Wald für den Verkehr frei gegeben. Der zweite Bauabschnitt soll im Jahr 2021 beginnen. Die fertige Ortsumgehung soll zu einer deutlichen Verkehrsentlastung des Ortes Kirchberg i. Wald beitragen sowie als Hauptverbindungsachse des Ortes zur Bundesstraße 533 und der Bundesautobahn 3 dienen.

## Persönlichkeiten
- Ferdinand Neumaier (1890–1969): Komponist vieler berühmter Volkslieder des Bayerischen Waldes (z. B. Mir san vom Woid dahoam) und der Waidlermesse
- Max Binder (1911–2010): 1945–1960 Bürgermeister, 1948–1960 Mitglied des Kreistages, 1954–1970 Mitglied des Landtages, 1960–1972 Landrat, 1963–1990 Vorsitzender des Zweckverbandes Wasserversorgung Bayerischer Wald (in dieser Funktion federführend beim Bau der Trinkwassertalsperre Frauenau)
- Maria Franziska Senninger (1928–1985): römisch-katholische Lehrerin, Dominikanerin und Mystikerin
- Susanne Kiermayer (* 1968): Erfolgreiche Sportschützin beim Wurfscheibenschießen, Gewinnerin einer Silbermedaille bei den Olympischen Sommerspielen 1996 in Atlanta
- Dr. Ronny Raith (* 1976): seit 2023 Landrat des Landkreises Regen